# Homero Acosta
Homero Acosta (20 de febrero de 1901-1992) fue un poeta, abogado y político mexicano. Ocupó diversos cargos políticos y además fue rector de la Universidad Autónoma de San Luis Potosí. Su obra poética se encuentra recogida principalmente en cinco libros publicados a lo largo de su vida y en una antología publicada en 1988.

## Biografía
Homero Acosta nació el 20 de febrero de 1901 en Axtla de Terrazas, San Luis Potosí y cursó sus primeros estudios en su pueblo natal. Emigró a la Ciudad de México para realizar el bachillerato en la Escuela Nacional Preparatoria y después ingresó a la Escuela Libre de Derecho, donde se tituló como abogado en 1926.
Tras terminar sus estudios trabajó como juez en Tamazunchale, abogado de la Comisión Nacional Agraria de la Secretaría de Agricultura y Fomento y abogado del Banque Française Du Mexique. Fue nombrado procurador general de Justicia del estado de San Luis Potosí en 1932, y ese mismo año es elegido rector de la Universidad Autónoma de San Luis Potosí (UASLP) y secretario general de Gobierno. También estuvo a cargo del departamento jurídico del Sindicato Nacional de Trabajadores de la Educación (SNTE) y de la Federación de Sindicatos de Trabajadores al Servicio del Estado (FTSE) en la Ciudad de México.
Comenzó a escribir poesía durante su época de estudiante de preparatoria y publicó sus poemas en diferentes revistas, mismos que años después se reunirían en su primer libro, La canción olvidada (1947). Acosta describe en su poesía la belleza de su tierra y también el amor y la soledad. El también poeta mexicano Jesús Medina Romero destaca que lo más valioso de su obra es «la espontaneidad y la valentía».
Falleció en la Ciudad de México en 1992.

## Obra
Entre sus obras se encuentran:
- La canción olvidada (1947)
- Canto a la tierra y otros poemas (1958)
- Poema a la amada (1960)
- Lluvia en otoño (1964)
- Fuego, humo y cenizas (1977)
- Obra poética (1988)